# Mormyrops breviceps
Mormyrops breviceps är en fiskart som beskrevs av Steindachner, 1894. Mormyrops breviceps ingår i släktet Mormyrops och familjen Mormyridae. IUCN kategoriserar arten globalt som livskraftig. Inga underarter finns listade i Catalogue of Life.